# Tetracera rosiflora
Tetracera rosiflora är en tvåhjärtbladig växtart som beskrevs av Ernest Friedrich Gilg. Tetracera rosiflora ingår i släktet Tetracera och familjen Dilleniaceae. Inga underarter finns listade i Catalogue of Life.